# Resident Evil: Caliban Cove
Resident Evil: Caliban Cove é o segundo livro da série Resident Evil escrito por S. D. Perry. Diferente do seu anterior, Resident Evil: The Umbrella Conspiracy, este livro foi o primeiro da série a ter uma história totalmente desenvolvida pela autora, a qual não é mostrada em nenhum dos jogos eletrônicos. Esta obra é um espécie de continuação do primeiro livro, trazendo Rebecca Chambers, a enfermeira do Bravo Team, como protagonista.

## Enredo
Após o incidente no laboratório de pesquisas genéticas nas montanhas Arklay, os membros sobreviventes do Special Tactics and Rescue Team (S.T.A.R.S) tentam denunciar a Corporação Umbrella pela criação de armas biológicas. Sem provas, no entanto, as denúncias passam a ser consideradas uma conspiração contra a companhia farmacêutica e até são vistos como "foras-da-lei" pelas pessoas que os treinaram. Sem apoio das autoridades superiores, os S.T.A.R.S decidem combater a Umbrella por conta própria, determinados a investigar e parar os experimentos com armas biológicas da corporação.
A médica de combate e bioquímica Rebecca Chambers, a única sobrevivente do Bravo Team na mansão Spencer, é apresentada a um segundo time dos S.T.A.R.S. e juntos investigam um incidente biológico que ocorreu em Caliban Cove, no Maine. Rumores apontavam que alguém estaria construindo um exército de mortos-vivos.
O livro apresenta também novas criaturas, nomeadas “Leviathans”, e um novo tipo de vírus que mantém a capacidade intelectual dos infectados, no entanto remove o livre-arbítrio, tornando-os facilmente controláveis.